# Víctor, Victòria
Víctor, Victòria (títol original: Victor/Victoria) és una pel·lícula estatunidenca dirigida per Blake Edwards basada en Viktor und Viktoria, pel·lícula alemanya de la UFA el 1933 dirigida per Reinhold Schünzel amb la diva Renate Müller i Hermann Thimig. Julie Andrews va veure diverses vegades la versió de 1933 del film. Ha estat doblada al català.
L'argument rodat en 1933 va tenir tant d'èxit, que es van rodar dues versions més abans que Edwards fes la seva. El 1935 es va fer una versió francesa amb Meg Lemonnier i Julien Carette, anomenada Georges et Georgette, i el 1957 es va rodar una nova versió dirigida per Karl Anton, amb Johanna von Koczian i Georg Thomalla.

## Argument
Victòria (Julie Andrews) és una cantant d'òpera que no aconsegueix feina i que està sumida en la pobresa en el París de 1934. Amb l'ajuda d'un cantant de cabaret (Robert Preston) es disfressa d'home i adopta el nom de Víctor. Aconsegueix feina en el cabaret com a transformista («una dona que fingeix ser un home que, al seu torn, fingeix ser una dona») i té cada vegada més èxit. Ningú sospita que realment és una dona, ni tan sols un ric home de negocis estatunidenc (James Garner), que s'enamora d'ell o d'ella.

## Repartiment
- Julie Andrews: Victoria Grant/Conte Victor Grazinski
- James Garner: King Marchand
- Robert Preston: Carroll "Toddy" Todd
- Lesley Ann Warren: Norma Cassidy
- Alex Karras: "Squash" Bernstein
- John Rhys-Davies: Andre Cassell
- Graham Stark: el cambrer
- Peter Arne: Labisse
- Malcolm Jamieson: Richard Di Nardo
- David Gant: el manager
- Sherloque Tanney: Charles Bovin
- Michael Robbins: el gerent de l'hotel de Victoria
- Maria Charles: Madame President
- Glen Murphy: Boxer
- Geoffrey Beevers: Inspector de policia
- Norman Alden: Man in Hotel with Shoes (uncredited)
- Neil Cunningham: the MC
- Jay Benedict  : Guy Longois

## Premis[calcitació]
La pel·lícula va ser molt aclamada i va recollir nou premis (entre ells un Oscar) i va obtenir altres vuit nominacions.
- Globus d'Or a la millor pel·lícula musical o còmica.
- César a la millor producció estrangera.
- Blake Edwards i Hans Hoemburg van guanyar el premi del Sindicat de Guionistes dels Estats Units al millor guió adaptat i el David di Donatello al millor guió de pel·lícula estrangera. A més, van ser nominats a l'Oscar al millor guió adaptat.
- Julie Andrews va guanyar el Globus d'Or a la millor actriu musical o còmica i, com a millor actriu estrangera, el David di Donatello i el César. També, va ser nominada als Oscar. A més, va guanyar (ex aequo amb Meryl Streep per la decisió de Sophie) el KCFCC del Cercle de crítics de cinema de Kansas.
- Robert Preston va guanyar el NBR. A més, va estar nominat en els Oscar i en els Globus d'Or, com a millor actor secundari  a l'apartat de musical o comèdia.
- Lesley Ann Warren va ser nominada com a millor actriu secundària tant en els Oscar com en els Globus d'Or.
- La banda sonora d'Henry Mancini va guanyar l'Oscar a la millor banda sonora i va estar nominada en els Globus d'Or i els Grammy
- Els responsables del so de la pel·lícula van guanyar el Golden Reel.
- El director de fotografia Dick Bush va estar entre els nominats pels premis que atorga la British Society of Cinematographers.
- A més, la pel·lícula va obtenir altres dues nominacions per als Oscar: 
  - Oscar a la millor direcció artística (Harry Cordwell, Tim Hutchinson, Rodger Maus i William Craig Smith).
  - Oscar al millor vestuari (Patricia Norris).

## Al voltant de la pel·lícula
- En principi, es va optar per Billy Wilder com a director, però va declinar l'oferta i els va proposar als productors l'opció de Blake Edwards, amb el qual compartia una profunda amistat.
- El guió d'Edwards i Hans Hoemburg es basa en una pel·lícula alemanya de 1933 dirigida per Reinhold Schünzel.
- El fill del director, Geoffrey Edwards, apareix en la pel·lícula com a actor en un paper de figuració molt petit i, a més, va estar en l'equip de muntatge com a ajudant d'edició.
- El número musical interpretat per Julie Andrews "Le Jazz Hot" va ser recreat l'any 2010 en la sèrie juvenil Glee el tema va ser interpretat per Chris Colfer.